# Terrence Malick
Terrence Malick, né le 30 novembre 1943 à Ottawa (Illinois) , est un réalisateur, scénariste et producteur de cinéma américain.
Il remporte la Palme d'or au festival de Cannes en 2011 pour The Tree of Life.

## Biographie

### Jeunesse et formation
Terrence Malick est né à Ottawa dans l'Illinois, le 30 novembre 1943. Il est élevé par son père, Emil Malick, fils d'immigrés syriens de religion chrétienne et sa mère, Irene Malick. Emil a suivi son enseignement secondaire à la Lake View High School à Chicago en 1930 avant de travailler dans une compagnie pétrolière au Texas (ce qui pourrait expliquer la confusion sur le lieu de naissance de Terrence). Son grand-père, Abvimalek Malick (ou Maleck), travaillait pour une compagnie d'assurances, la New York Life, à Chicago. Il était originaire du village assyrien Goghtapa, dans la région d'Ourmia (aujourd'hui en Iran), touché par le massacre des Assyriens pratiqué par l'Empire ottoman pendant la Première Guerre mondiale.
Terrence Malick étudie dans les universités d'Harvard et d'Oxford. À Harvard, il suit notamment les cours de Stanley Cavell. À la suite d'un contentieux avec son directeur de recherches Gilbert Ryle, il ne soutient pas, à Oxford, sa thèse de doctorat portant sur le concept du monde chez Søren Kierkegaard, Martin Heidegger et Ludwig Wittgenstein. Il enseigne ensuite la philosophie au MIT et traduit de l'allemand en anglais Le Principe de raison de Heidegger. En parallèle, il s'inscrit à des cours de cinéma et sort diplômé du Center for Advanced Studies de l'American Film Institute en 1969.

### Révélation critique puis interruption (1971-1998)

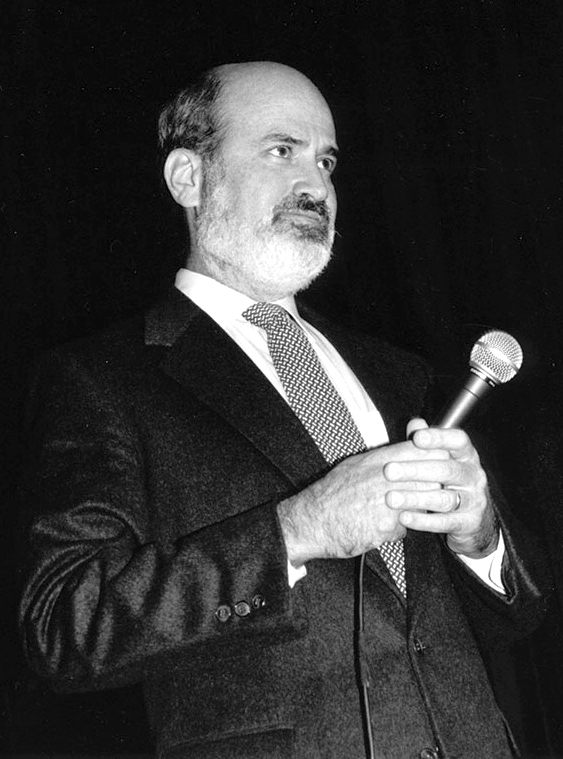
Le cinéaste en 1993 à la Viennale.

Il participe d'abord, comme script doctor, à l'élaboration de plusieurs scénarios dont celui de L'Inspecteur Harry (Dirty Harry) avant d'écrire et réaliser son premier long-métrage, La Balade sauvage (Badlands). Suit Les Moissons du ciel (Days of Heaven), un drame avec Richard Gere sur le travail à la ferme qui lui vaut le prix de la mise en scène au Festival de Cannes 1979.
Le réalisateur suscite le mystère pour les vingt années d'écart entre Les Moissons du ciel et La Ligne rouge. Jamais dans l'histoire du cinéma, un cinéaste n'aura autant attendu entre deux productions. Après Les Moissons du ciel, il refusa la direction de Elephant Man, et se retira pour mener une vie ordinaire. On sait qu'il écrivit plusieurs scripts et qu'il travaillait sur le projet Q, film explorant l'origine du monde qui deviendra The Tree of Life et Voyage of Time. Sans oublier que La Ligne rouge eut une longue période de pré-production.

### Retour et consécration (1998-2010)
En 1998, Malick revient avec un film de guerre, La Ligne Rouge (The Thin Red Line), qui évoque la sanglante bataille de Guadalcanal durant la guerre du Pacifique, d'après le roman de James Jones. Le film explore l'intimité des soldats par le biais de monologues intérieurs en voix-off. Le film est un grand succès critique et public, avec notamment un Ours d'or à la 49e Berlinale.
En 2005, sort Le Nouveau Monde, un film qui réitère les aspirations esthétiques du cinéaste (célébration de la nature, intériorité des personnages, multiplicité des points de vue, violence). Cette œuvre revient sur l'histoire de l'Amérindienne Pocahontas et sa rencontre avec le colon anglais John Smith dans l'Est américain du XVIIe siècle.
En 2010, la projection très attendue du nouveau film de Malick, The Tree of Life, n'a pas lieu lors du 63e Festival de Cannes. Le long métrage n'est pas présenté en raison de retards de montage. Mais il est néanmoins sélectionné à Cannes l'année suivante et y remporte la Palme d'or, décernée par le jury présidé par Robert De Niro.
The Tree of Life met en vedette Brad Pitt, Sean Penn et Jessica Chastain. Lors des premières projections cannoises, le film est autant sifflé qu'applaudi. Le film divise à sa sortie mais par la suite, la critique sera plutôt enthousiaste. Malick est présent à Cannes lors de la projection officielle du film, mais ne fait aucune apparition publique, que ce soit sur le tapis rouge, lors de la conférence de presse, ou au gala de clôture pour recevoir sa récompense ; il s'est fait représenter par ses producteurs Bill Pohlad et Dede Gardner.

### Virage expérimental (depuis 2011)
Malick enchaîne les tournages à une vitesse accélérée par rapport aux décennies précédentes ; ainsi, de 2011 à 2016, en comptant les sorties futures, le cinéaste réalise quatre longs-métrages et un documentaire.
En 2012, il signe d'abord un nouveau virage intimiste avec À la merveille (To The Wonder), un drame passionnel porté par des interrogations religieuses qui prend pour décor le Mont Saint-Michel (la « merveille » du titre), avec Ben Affleck, Olga Kurylenko et Javier Bardem. Le film est présenté en compétition à la Mostra de Venise 2012 mais la réception publique et critique est très mauvaise. Le Monde parle ainsi de « manque d'inspiration » : « L'inspiration, grâce à laquelle Malick sublimait le ridicule du mysticisme de pacotille de The Tree of Life, fait défaut. ».
En 2015, Malick revient à la compétition de la Berlinale avec Knight of Cups, interprété par Christian Bale, Natalie Portman et Cate Blanchett. Le film porte sur les interrogations existentielles d'une célébrité du show-business en perte de repères à Los Angeles. Le long métrage, radical par ses images, le peu de dialogues et la priorité donnée à la voix-off, repart bredouille après avoir de nouveau divisé les festivaliers : Les Inrocks le juge ainsi « hypnotique et captivant » tandis que Le Monde y voit « un interminable ruban d'images » et un « piétinement ».
En 2016, sort Voyage of Time, un documentaire en IMAX, commenté par Brad Pitt et Cate Blanchett, sur la naissance et la mort de l'univers. Le film est présenté en compétition à la Mostra de Venise 2016 mais repart également bredouille.
2017 voit la sortie de Song to Song, un film d'intrigues amoureuses sur fond de musiques, tourné à Austin. Le tournage du film a été révélé par une vidéo très rare d'un tournage de Malick en 2011,. Le film rassemble une partie du casting de Knight of Cups augmenté de Ryan Gosling, Rooney Mara et Michael Fassbender.
En 2018, il vient tourner en Europe l'histoire vraie de Franz Jägerstätter, un Autrichien opposé au régime nazi durant la Seconde Guerre mondiale. Une vie cachée est joué par August Diehl, révélé au grand public international par Inglorious Basterds. Le reste de la distribution compte notamment Valerie Pachner, Bruno Ganz, Michael Nyqvist ou encore le Belge Matthias Schoenaerts. Le film est présenté en compétition au Festival de Cannes 2019, mais malgré quelques bonnes critiques, ne remportera aucun prix.
En 2020, il réalise cette fois-ci un film sur Jésus-Christ, qu'il tourne à Rome. Intitulé dans un premier temps The Last Planet, il est finalement intitulé The Way of the Wind. Il compte à son casting l'acteur hongrois Géza Röhrig dans le rôle de Jésus-Christ, l'acteur britannique Mark Rylance dans le rôle de Satan, le Belge Matthias Schoenaerts dans le rôle de saint Pierre ainsi que Joseph Fiennes, Aidan Turner, Douglas Booth, Karel Roden, Mathieu Kassovitz et Ben Kingsley.

## Vie privée
La vie privée de Malick est très mystérieuse : peu d'éléments ont filtré dans les médias et de nombreuses zones d'ombre persistent, notamment sur la période de vingt ans qui sépare Les Moissons du ciel de La Ligne rouge. Il s'est marié à trois reprises : de 1970 à 1976 avec Jill Jakes, de 1985 à 1998 avec la Française Michèle Morette qu'il rencontre à Paris en 1980 et qui est aujourd'hui décédée et, depuis 1998, avec Alexandra Wallace, son amour de jeunesse.
Il a longuement vécu en France avec sa seconde épouse et a profité de son retrait de l'industrie du cinéma dans les années 1980 et 1990 pour voyager à travers le monde et reprendre des études d'archéologie et de civilisations anciennes,,. Il parle un français parfait et a été supporter du Paris Saint-Germain lorsqu'il vivait à Paris.
Il vit aujourd'hui à Austin, au Texas.
Malick souhaite rester dans l'ombre de la presse et du public : ses contrats stipulent qu'il ne sera pris aucune photographie de lui et qu'il n'a aucune obligation d'assurer la promotion de ses films. Les clichés publics du cinéaste sont donc très rares et datent du tournage de La Balade sauvage et de La Ligne rouge. Il a le culte du secret comme Stanley Kubrick ou l'écrivain J.D. Salinger. Néanmoins, plusieurs photos de lui ont été prises par des paparazzis en 2011, lors du tournage de Knight of Cups. Il fait un caméo dans son premier film La Balade sauvage.
Lors du Festival de Cannes 2019, il apparaît dans la salle du Grand Théâtre Lumière le soir de la première mondiale de son film Une vie cachée.

## Style
Terrence Malick a rapidement obtenu la reconnaissance de ses pairs,. Souvent classé dans le mouvement du Nouvel Hollywood, il est jugé « atypique » par la critique, en bien comme en mal.
Le mystère qu'il a entretenu sur sa propre personne a généré une certaine « aura » car ses apparitions en public et ses interviews sont extrêmement rares. Malgré son retrait de la scène publique et son désir de rester dans le circuit indépendant, il est régulièrement sollicité par plusieurs grandes vedettes.
D'un perfectionnisme particulièrement pensé, les réalisations de Malick dénotent un travail d'ampleur sur la forme à tout point de vue : composition des plans, lumière, mouvements de caméra, montage, musique, bande sonore... Sa marque esthétique vient de sa technique axée sur l'improvisation des acteurs et l'utilisation très novatrice du Steadycam. Ses longs métrages s'ancrent tous dans le thème américain et romantique du rapport spirituel de l'individu à la nature et du lien entre grands espaces et possibilités introspectives.
À partir de La Ligne rouge, Malick rompt avec le récit encore linéaire de ses deux premières œuvres, même si l'usage très particulier d'une voix-off plurielle provoque déjà des décalages temporels. Il évolue alors vers un style expérimental aux temporalités multiples, fait de pure sensation plastique et d'émotion extra-visuelle qu'accompagne son habituelle fascination mystique pour le monde naturel. Le point d'orgue de cette mutation est The Tree of Life, conçu comme un vaste poème épique, tant sur la création du monde que sur le quotidien difficile d'un jeune garçon texan dans les années 1950,.
Une caractéristique de son cinéma est donc le recours à la « narration décentrée ». Il s'agit, selon Michel Chion, d'une voix-off qui « ne recoupe pas exactement ce qu’on voit et manifeste une connaissance des faits différente et désaxée par rapport au récit qui se déroule sous les yeux du spectateur ». Terrence Malick est un réalisateur atypique, il a relativement peu tourné lors de la première partie de sa carrière (presque quarante ans séparent son premier et son cinquième film) et ses films témoignent d'une ambition manifeste (style ample, élégiaque et cosmogonique, un goût prononcé pour les images métaphysiques et épiques, plans contemplatifs et picturaux, tournage sur des sites témoignant d'une proximité avec la nature etc).

## Thèmes abordés
La contemplation et l'exaltation esthétique de la nature est omniprésente, au moins dans ses œuvres de 1999 à 2012, au point d'y prendre comme la place de personnage principal.
Le ballet amoureux dans ses phases ascendantes comme descendantes est au centre de Le Nouveau Monde et de À la merveille.
Le réalisateur révèle un attrait de plus en plus marqué pour les sujets spirituels et pour le christianisme. Depuis The Tree of Life où une figure du paradis est proposée dans la dernière scène du film, en passant par le prêtre en crise joué par Javier Bardem dans À la merveille, par la biographie de Franz Jägerstatter, béatifié par l'Eglise catholique (Une vie cachée) jusqu'à celle du Christ, sujet de son prochain film The Way of the Wind. Au-delà de ces références explicites, le questionnement plus profond de ses films se tourne vers la question de Dieu : Comment survivre à la foi en la vie et en Dieu quand on a perdu son enfant? (The Tree of Life), comment le mariage et le sacerdoce - réponses à son Amour éternel - peuvent-il survivre à l'inconstance de nos émotions humaines? (A la merveille).

## Filmographie

### Réalisateur et scénariste

#### Court métrage
- 1969 : Lanton Mills

#### Longs métrages
- 1973 : La Balade sauvage (Badlands)[38]
- 1978 : Les Moissons du ciel (Days of Heaven)
- 1998 : La Ligne rouge (The Thin Red Line)
- 2005 : Le Nouveau Monde (The New World)
- 2011 : The Tree of Life
- 2012 : À la merveille (To the Wonder)
- 2015 : Knight of Cups
- 2016 : Voyage of Time : Au fil de la vie (Voyage of Time)
- 2017 : Song to Song
- 2019 : Une vie cachée (A Hidden Life)
- 2025 : The Way of the Wind

### Producteur
- 2004 : L'Autre Rive de David Gordon Green
- 2004 : The Beautiful Country d'Hans Petter Moland
- 2006 : Amazing Grace de Michael Apted
- 2014 : Sous l'aile des anges (The Better Angels) d'A.J Edwards
- 2016 : Le Messager (en) de Julio Quintana

## Distinctions

### Récompenses
- Festival de Saint-Sébastien 1976 : Coquille d'or pour La Balade sauvage
- Festival de Cannes 1979 : Prix de la mise en scène pour Les Moissons du ciel
- New York Film Critics Circle 1979 : Meilleur réalisateur pour Les Moissons du ciel
- Festival de Berlin (Berlinale) 1999 : Ours d'or pour La Ligne Rouge
- Festival de Cannes 2011 : Palme d'or pour The Tree of Life
- Prix SIGNIS 2012 pour À la merveille
- Festival de Cannes 2022 : Prix du jury œcuménique pour Une Vie Cachée

### Nominations
- Oscars 1999 :  meilleur réalisateur et meilleur scénario adapté pour La Ligne Rouge
- César 2000 : meilleur film étranger pour La Ligne Rouge
- Oscars 2012 : meilleur réalisateur pour The Tree of Life
- Festival Chrétien de Bayonne 2022 : Ichtus d'or du meilleur film pour Une Vie Cachée